# Gabriela Ramírez
Gabriela del Mar Ramírez Pérez (6 de junio de 1969)[cita requerida] es una política venezolana que se desempeñó como Defensora del Pueblo de Venezuela entre 2007 y 2014.

## Carrera
Ramírez fue diputada a la Asamblea Nacional por el Partido Socialista Unido de Venezuela (PSUV) y se desempeñò como Defensora del Pueblo de Venezuela entre 2007 y 2014. En febrero de 2010 criticó a la Comisión Interamericana de Derechos Humanos (CIDH), que por medio de un informe alertaba sobre el deterioro de la democracia en Venezuela. La corte había emitido 16 sentencias contra el estado venezolano desde el año 1988 entre ellos contra el cierre del canal Radio Caracas Televisión en 2007. El presidente Chávez ordenó iniciar el retiro de Venezuela de la Comisión al canciller. En 2017 Ramírez renunció como asesora a la consultoría jurídica del Tribunal Supremo de Justicia al rechazar el llamado del gobierno de Nicolás Maduro para una Asamblea Nacional Constituyente sin solicitar una consulta popular previa, tal y como lo hizo la Asamblea Constituyente de 1999.
En 2019, su exesposo publicó un video en redes sociales asegurando que Ramírez se encontraba en España y que trabajaba lavando platos.